# 오디오 크로스오버

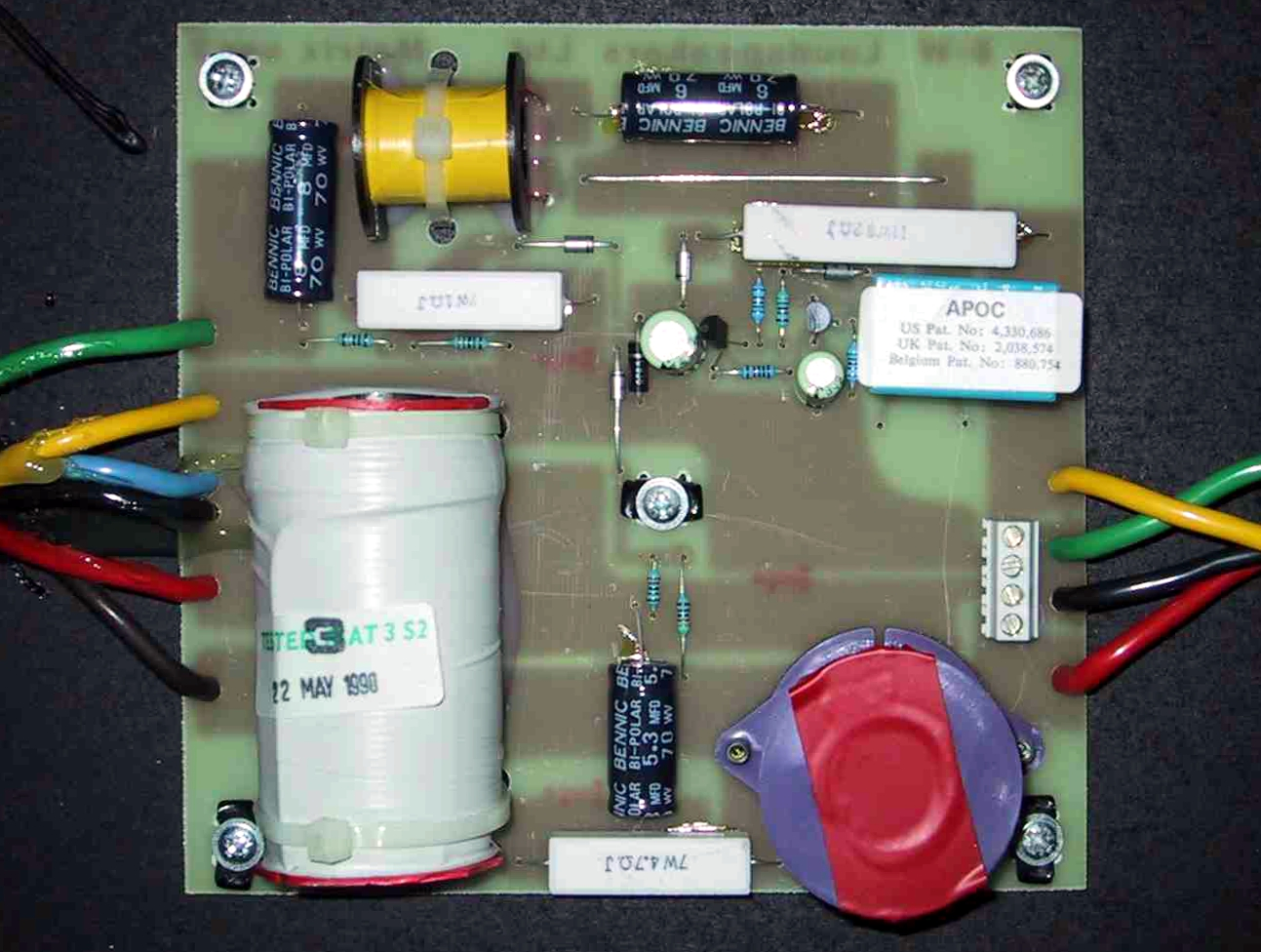
스피커 전압에서 작동하도록 설계된 수동 2방향 크로스오버.

오디오 크로스오버(Audio crossover)는 오디오 신호를 두 개 이상의 주파수 범위로 분할하여 해당 신호를 다른 주파수 범위 내에서 작동하도록 설계된 스피커 드라이버로 보낼 수 있게 하는 전자 필터 회로의 일종이다. 크로스오버 필터는 수동 또는 능동일 수 있다. 크로스오버는 주어진 신호를 각각 두 주파수 범위 또는 세 주파수 범위로 분할한다는 의미에서 종종 2방향 또는 3방향으로 설명된다. 크로스오버는 스피커 인클로저, 소비자 가전제품의 전력 증폭기 (하이파이, 홈 시어터 사운드 및 카오디오) 그리고 프로 오디오 및 악기 앰프 제품에 사용된다. 후자의 두 시장에서는 크로스오버가 베이스 앰프, 건반 앰프, 베이스 및 건반 스피커 인클로저, 음향 보강 시스템 장비(PA 스피커, 모니터 스피커, 서브우퍼 시스템 등)에 사용된다.
대부분의 개별 스피커 드라이버는 낮은 주파수부터 높은 주파수까지의 전체 가청 스펙트럼을 허용 가능한 상대 음량과 디스토션 없이 커버할 수 없기 때문에 크로스오버가 사용된다. 대부분의 하이파이 스피커 시스템과 음향 보강 시스템 스피커 캐비닛은 여러 스피커 드라이버를 조합하여 사용하며, 각 드라이버는 다른 주파수 대역에 대응한다. 표준적인 간단한 예는 저음 및 중음 주파수를 위한 우퍼와 고음 주파수를 위한 트위터 (스피커)를 포함하는 하이파이 및 PA 시스템 캐비닛이다. CD 플레이어의 녹음된 음악이든 오디오 믹서의 라이브 밴드 믹스이든 상관없이 음원 신호는 모든 저음, 중음, 고음 주파수가 결합되어 있으므로, 크로스오버 회로를 사용하여 오디오 신호를 별도의 주파수 대역으로 분할하고, 이들을 해당 주파수 대역에 최적화된 라우드스피커, 트위터 또는 혼으로 개별적으로 보낼 수 있다.
수동 크로스오버는 아마도 가장 일반적인 오디오 크로스오버 유형일 것이다. 이들은 수동 전기 부품(예: 축전기, 유도자 및 저항기) 네트워크를 사용하여 단일 전력 증폭기에서 나오는 증폭된 신호를 분할하여 두 개 이상의 스피커 드라이버(예: 우퍼와 초저음 서브우퍼, 또는 우퍼와 트위터, 또는 우퍼-중음-트위터 조합)로 보낼 수 있게 한다.
능동 크로스오버는 전력 증폭 단계 이전에 오디오 신호를 분할하여 두 개 이상의 전력 증폭기로 보낼 수 있도록 한다는 점에서 수동 크로스오버와 구별되며, 각 증폭기는 별도의 스피커 드라이버에 연결된다. 홈 시어터 5.1 서라운드 사운드 오디오 시스템은 초저음 주파수 신호를 분리하는 크로스오버를 사용하여 서브우퍼로 보내고, 나머지 저음, 중음 및 고음 주파수는 청취자 주변에 배치된 5개의 스피커로 보낸다. 일반적인 적용에서 서라운드 스피커 캐비닛으로 보내지는 신호는 수동 크로스오버를 사용하여 저/중음 우퍼와 고음 트위터로 추가 분할된다. 능동 크로스오버는 디지털 및 아날로그 유형 모두 존재한다.
디지털 능동 크로스오버는 종종 리미팅, 딜레이, 이퀄라이제이션과 같은 추가 신호 처리를 포함한다. 신호 크로스오버는 오디오 신호를 대역으로 분할하여 다시 혼합하기 전에 별도로 처리할 수 있게 한다. 몇 가지 예로는 멀티밴드 컴프레션, 리미팅, 디에서, 멀티밴드 디스토션, 베이스 강화, 고주파 익사이터, 그리고 노이즈 감소 (예: 돌비 A 노이즈 리덕션) 등이 있다.

## 개요

2차 극 버터워스 필터와 링크비츠-라일리 크로스오버 필터의 진폭 응답 비교. 버터워스 필터의 합산된 출력은 크로스오버 주파수에서 +3dB의 피크를 갖는다.

이상적인 오디오 크로스오버의 정의는 당면한 작업과 오디오 애플리케이션에 따라 달라진다. 만약 분리된 대역들이 다시 혼합되어야 한다면(멀티밴드 처리에서처럼), 이상적인 오디오 크로스오버는 입력되는 오디오 신호를 겹치거나 상호작용하지 않으며 주파수, 상대 레벨, 위상 응답이 변하지 않는 출력 신호를 생성하는 별도의 대역으로 분할할 것이다. 이러한 이상적인 성능은 오직 근사치로만 구현될 수 있다. 최상의 근사치를 구현하는 방법은 활발한 논쟁의 대상이다. 반면에 오디오 크로스오버가 스피커 내에서 오디오 대역을 분리하는 경우, 크로스오버 자체 내에서 수학적으로 이상적인 특성을 요구할 필요가 없다. 이는 스피커 드라이버가 마운팅 내에서 갖는 주파수 및 위상 응답이 결과에 크게 영향을 미치기 때문이다. 오디오 크로스오버와 인클로저 내의 스피커 드라이버를 포함하는 전체 시스템의 만족스러운 출력이 설계 목표가 된다. 이러한 목표는 종종 비이상적이고 비대칭적인 크로스오버 필터 특성을 사용하여 달성된다.
오디오에는 다양한 크로스오버 유형이 사용되지만, 일반적으로 다음 클래스 중 하나에 속한다.

## 분류

### 필터 섹션 수에 따른 분류
스피커는 종종 "N-way"로 분류되는데, 여기서 N은 시스템 내 드라이버의 수이다. 예를 들어, 우퍼와 트위터가 있는 스피커는 2방향 스피커 시스템이다. N방향 스피커는 일반적으로 신호를 드라이버 간에 분할하기 위한 N방향 크로스오버를 갖는다. 2방향 크로스오버는 저역 통과 필터와 고역 통과 필터로 구성된다. 3방향 크로스오버는 저역 통과, 대역 통과 및 고역 통과 필터(각각 LPF, BPF 및 HPF)의 조합으로 구성된다. BPF 섹션은 다시 HPF와 LPF 섹션의 조합이다. 4 (또는 그 이상) 방향 크로스오버는 스피커 설계에서 그리 흔하지 않은데, 주로 관련된 복잡성 때문이며, 이는 일반적으로 더 나은 음향 성능으로 정당화되지 않는다.
"N-way" 스피커 크로스오버에는 최저 주파수 드라이버를 안전하게 처리할 수 있는 주파수보다 낮은 주파수로부터 보호하기 위한 추가 HPF 섹션이 존재할 수 있다. 이러한 크로스오버는 이 경우 최저 주파수 드라이버를 위한 대역통과 필터를 갖게 될 것이다. 마찬가지로 최고 주파수 드라이버는 고주파 손상을 방지하기 위한 보호 LPF 섹션을 가질 수 있지만, 이는 훨씬 덜 일반적이다.
최근에는 많은 제조업체들이 스테레오 스피커 크로스오버에 종종 "N.5방향" 크로스오버 기술이라고 불리는 것을 사용하기 시작했다. 이는 일반적으로 메인 우퍼와 동일한 베이스 범위를 재생하지만 메인 우퍼보다 훨씬 일찍 롤오프되는 두 번째 우퍼를 추가하는 것을 의미한다.
비고: 여기서 언급된 필터 섹션은 고차 필터가 구성하는 개별 2극 필터 섹션과 혼동되어서는 안 된다.

### 구성 요소 기반 분류
크로스오버는 사용된 구성 요소 유형에 따라 분류될 수도 있다.

#### 수동

수동 크로스오버 회로는 종종 스피커 인클로저에 장착되어 증폭된 신호를 저주파수 신호 범위와 고주파수 신호 범위로 분할한다.

수동 크로스오버는 단일 전력 증폭기에 의해 증폭된 오디오 신호를 분할하여, 증폭된 신호를 각기 다른 주파수 범위를 커버하는 두 개 이상의 드라이버 유형으로 보낼 수 있도록 한다. 이 크로스오버는 전적으로 수동 구성 요소와 회로로 만들어진다. "수동"이라는 용어는 회로에 추가적인 전원 공급이 필요하지 않음을 의미한다. 수동 크로스오버는 단순히 전력 증폭기 신호에 배선으로 연결하기만 하면 된다. 수동 크로스오버는 일반적으로 카우어 토폴로지로 배열되어 버터워스 필터 효과를 달성한다. 수동 필터는 저항기를 축전기 및 유도자와 같은 반응성 구성 요소와 결합하여 사용한다. 고성능 수동 크로스오버는 스피커 시스템을 구동하는 높은 전류와 전압에서 좋은 성능을 낼 수 있는 개별 구성 요소를 만들기 어렵기 때문에 능동 크로스오버보다 더 비쌀 가능성이 높다.
저렴한 소비자 가전제품인 예산 가격의 올인원 홈 시어터 패키지 및 저가형 붐 박스는 더 낮은 품질의 수동 크로스오버를 사용할 수 있으며, 종종 더 적은 구성 요소를 가진 낮은 차수 필터 네트워크를 활용한다. 고가의 하이파이 스피커 시스템 및 리시버는 향상된 음질과 낮은 왜곡을 얻기 위해 더 높은 품질의 수동 크로스오버를 사용할 수 있다. 동일한 가격/품질 접근 방식은 음향 보강 시스템 장비 및 악기 앰프와 스피커 캐비닛에도 종종 사용된다. 저가형 스테이지 모니터, PA 스피커 또는 베이스 앰프 스피커 캐비닛은 일반적으로 낮은 품질의 저가형 수동 크로스오버를 사용하는 반면, 고가형 고품질 캐비닛은 일반적으로 더 나은 품질의 크로스오버를 사용한다. 수동 크로스오버는 폴리프로필렌, 금속화된 폴리에스터 포일, 종이 및 전해 콘덴서 기술로 만들어진 축전기를 사용할 수 있다. 유도자는 공심, 분말 금속 코어, 페라이트 코어, 또는 적층된 규소 강철 코어를 가질 수 있으며, 대부분은 에나멜 구리 와이어로 감겨 있다.
일부 수동 네트워크에는 스피커 드라이버를 우발적인 과부하(예: 갑작스러운 서지 또는 스파이크)로부터 보호하기 위해 퓨즈, PTC 장치, 전구 또는 회로 차단기와 같은 장치가 포함된다. 현대의 수동 크로스오버는 거의 모든 라우드스피커에 내재된 주파수에 따른 온저항 변화를 보상하는 이퀄라이제이션 네트워크(예: 조벨 네트워크)를 점점 더 많이 통합하고 있다. 이 문제는 복잡한데, 임피던스 변화의 일부는 드라이버의 통과 대역 전체에 걸친 음향 부하 변화 때문이다.
수동 네트워크의 두 가지 단점은 부피가 크고 전력 손실을 유발할 수 있다는 것이다. 이들은 주파수뿐만 아니라 온저항에도 특화되어 있다(즉, 연결된 전기 부하에 따라 응답이 달라진다). 이로 인해 서로 다른 임피던스를 가진 스피커 시스템과의 호환이 불가능하다. 임피던스 보상 및 이퀄라이제이션 네트워크를 포함한 이상적인 크로스오버 필터는 구성 요소들이 복잡하게 상호 작용하기 때문에 설계하기가 매우 어려울 수 있다. 크로스오버 설계 전문가인 지그프리트 링크비츠는 이에 대해 "수동 크로스오버의 유일한 변명은 저렴한 비용이다. 그들의 동작은 드라이버의 신호 레벨 종속적인 다이내믹스와 함께 변한다. 그들은 전력 증폭기가 보이스 코일 움직임에 대한 최대 제어를 하는 것을 방해한다. 재생의 정확성이 목표라면 시간 낭비이다."라고 말했다. 대안으로, 수동 구성 요소를 사용하여 증폭기 전에 필터 회로를 구성할 수 있다. 이 구현을 수동 라인 레벨 크로스오버라고 한다.

#### 능동

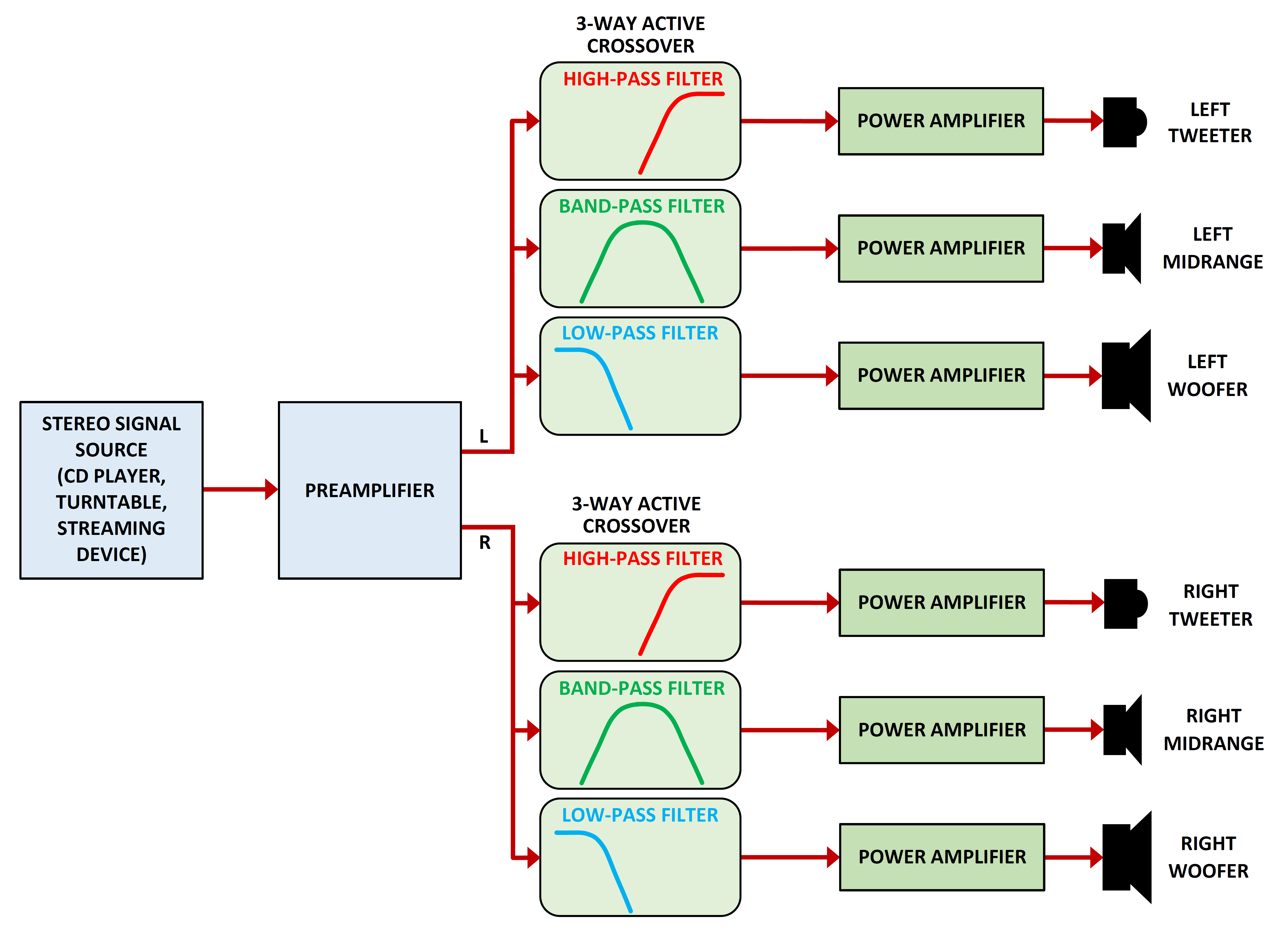
스테레오 3방향 스피커 시스템에 사용하기 위한 3방향 능동 크로스오버 네트워크의 구현 회로도.

능동 크로스오버는 트랜지스터 및 연산 증폭기와 같은 능동 부품을 필터 내에 포함한다. 최근 몇 년간 가장 일반적으로 사용되는 능동 장치는 연산 증폭기이다. 높은 전류와 경우에 따라 높은 전압에서 전력 증폭기 출력 후에 작동하는 수동 크로스오버와 달리, 능동 크로스오버는 전력 증폭기 입력에 적합한 레벨에서 작동한다. 반면에 이득을 가진 모든 회로는 잡음을 유발하며, 이러한 잡음은 신호가 전력 증폭기에 의해 증폭되기 전에 도입될 때 해로운 영향을 미친다.
능동 크로스오버는 항상 각 출력 대역에 대해 전력 증폭기를 사용해야 한다. 따라서 2방향 능동 크로스오버는 두 개의 증폭기가 필요하다. 하나는 우퍼용이고 다른 하나는 트위터 (스피커)용이다. 이는 능동 크로스오버를 기반으로 하는 스피커 시스템이 수동 크로스오버 기반 시스템보다 비용이 더 많이 들 수 있음을 의미한다. 비용과 복잡성 단점에도 불구하고, 능동 크로스오버는 수동 크로스오버에 비해 다음과 같은 장점을 제공한다.

능동 크로스오버의 일반적인 사용. 수동 크로스오버도 증폭기 앞에 비슷하게 배치될 수 있다.

- 드라이버의 전기적 특성(예: 보이스 코일 가열로 인한)의 동적 변화에 관계없는 주파수 응답
- 일반적으로 사용되는 특정 드라이버에 맞춰 각 주파수 대역을 쉽게 변경하거나 미세 조정할 수 있는 가능성. 예를 들어 크로스오버 기울기, 필터 유형(예: 베셀 필터, 버터워스, 링크비츠-라일리 등), 상대 레벨 등.
- 다른 드라이버가 처리하는 신호로부터 각 드라이버를 더 잘 격리하여 상호변조 왜곡 및 과구동 감소
- 전력 증폭기가 스피커 드라이버에 직접 연결되어 스피커 보이스 코일의 증폭기 댐핑 제어를 극대화하고, 드라이버 전기적 특성의 동적 변화의 영향을 줄여 시스템의 과도 응답을 향상시킬 가능성이 높다.
- 전력 증폭기 출력 요구 사항 감소. 수동 부품에서 에너지가 손실되지 않으므로 증폭기 요구 사항이 상당히 줄어들고(일부 경우 최대 1/2), 비용이 절감되며 잠재적으로 품질이 향상된다.

#### 디지털
능동 크로스오버는 디지털 신호 처리 장치 또는 다른 마이크로프로세서를 사용하여 디지털로 구현될 수 있다. 이들은 전통적인 아날로그 회로에 대한 디지털 근사치를 사용하는 IIR 필터(베셀 필터, 버터워스, 링크비츠-라일리 필터 등)를 사용하거나, 유한 임펄스 응답(FIR) 필터를 사용한다. IIR 필터는 아날로그 필터와 많은 유사점을 가지며 CPU 자원을 상대적으로 적게 요구한다; FIR 필터는 반면에 일반적으로 더 높은 차수를 가지므로 유사한 특성을 위해 더 많은 자원을 필요로 한다. 이들은 선형 위상 응답을 갖도록 설계 및 구축될 수 있으며, 이는 음향 재생에 관련된 많은 사람들이 바람직하다고 생각한다. 그러나 단점도 있다. 선형 위상 응답을 달성하기 위해서는 IIR 또는 최소 위상 FIR 필터보다 더 긴 지연 시간이 발생한다. 본질적으로 재귀적인 IIR 필터는 신중하게 설계되지 않으면 리미트 사이클에 진입하여 비선형 디스토션을 유발할 수 있다는 단점을 갖는다.

#### 기계적
이 크로스오버 유형은 기계적이며 드라이버 다이어프램 재료의 특성을 사용하여 필요한 필터링을 달성한다. 이러한 크로스오버는 가능한 한 많은 오디오 대역을 커버하도록 설계된 풀 레인지 스피커에서 일반적으로 발견된다. 한 가지 예는 스피커의 콘을 컴플라이언트 섹션을 통해 보이스 코일 보빈에 연결하고 작은 경량 위저 콘을 보빈에 직접 부착하여 구성된다. 이 컴플라이언트 섹션은 컴플라이언트 필터 역할을 하여 메인 콘이 고주파수에서 진동하지 않도록 한다. 위저 콘은 모든 주파수에 반응하지만, 작은 크기 때문에 고주파수에서만 유용한 출력을 제공하여 기계적 크로스오버 기능을 구현한다. 콘, 위저, 서스펜션 요소에 사용되는 재료를 신중하게 선택하면 크로스오버 주파수와 크로스오버의 효과가 결정된다. 이러한 기계적 크로스오버는 특히 고충실도가 요구될 때 설계하기가 복잡하다. 컴퓨터 지원 설계는 역사적으로 사용되었던 고된 시행착오적 접근 방식을 대체했다. 수년 동안 재료의 컴플라이언스가 변할 수 있으며, 이는 스피커의 주파수 응답에 부정적인 영향을 미친다.
더 일반적인 접근 방식은 더스트캡을 고주파수 방사기로 사용하는 것이다. 더스트캡은 주 어셈블리의 일부로 움직이면서 저주파수를 방사하지만, 낮은 질량과 감소된 댐핑으로 인해 고주파수에서 증가된 에너지를 방사한다. 위저 콘과 마찬가지로, 부드럽고 확장된 출력을 제공하기 위해 재료, 모양 및 위치를 신중하게 선택해야 한다. 음향 분산은 이 접근 방식이 위저 콘보다 다소 다르다. 관련 접근 방식은 메인 콘을 그러한 프로파일과 재료로 형성하여, 목 부분은 더 단단하게 유지되어 모든 주파수를 방사하고, 콘의 바깥 부분은 선택적으로 분리되어 저주파수에서만 방사하도록 하는 것이다. 콘 프로파일과 재료는 유한 요소 해석 소프트웨어를 사용하여 모델링할 수 있으며, 결과는 뛰어난 허용 오차로 예측된다.
이러한 기계적 크로스오버를 사용하는 스피커는 설계 및 제조의 어려움과 필연적인 출력 제한에도 불구하고 음질 면에서 몇 가지 장점을 가진다. 풀 레인지 드라이버는 단일 음향 중심을 가지며 오디오 스펙트럼 전체에 걸쳐 비교적 적당한 위상 변화를 가질 수 있다. 저주파수에서 최상의 성능을 위해 이러한 드라이버는 신중한 인클로저 설계가 필요하다. 이들의 작은 크기(일반적으로 165~200mm)는 베이스를 효과적으로 재생하기 위해 상당한 콘 움직임을 필요로 한다. 그러나 합리적인 고주파수 성능에 필요한 짧은 보이스 코일은 제한된 범위 내에서만 움직일 수 있다. 그럼에도 불구하고 이러한 제약 내에서 크로스오버가 필요하지 않으므로 비용과 복잡성이 줄어든다.

### 필터 차수 또는 기울기에 따른 분류
필터가 차수를 가지듯이, 크로스오버도 구현하는 필터 기울기에 따라 차수를 갖는다. 최종 음향 기울기는 전기 필터에 의해 완전히 결정되거나 전기 필터의 기울기와 드라이버의 자연 특성을 결합하여 달성될 수 있다. 전자의 경우, 각 드라이버가 통과대역에서 신호가 약 -10dB 감소하는 지점까지는 평탄한 응답을 가져야 한다는 것이 유일한 요구 사항이다. 후자의 경우, 최종 음향 기울기는 일반적으로 사용된 전기 필터보다 가파르다. 3차 또는 4차 음향 크로스오버는 종종 2차 전기 필터만 갖는다. 이는 스피커 드라이버가 명목상 크로스오버 주파수에서 상당히 벗어난 지점에서도 잘 작동해야 하며, 고주파수 드라이버가 크로스오버 지점 이하의 주파수 범위에서 상당한 입력에 견딜 수 있어야 한다. 이는 실제로는 달성하기 어렵다. 아래 논의에서는 전기 필터 차수의 특성을 논의한 후, 해당 음향 기울기를 갖는 크로스오버와 그 장단점을 논의한다.
대부분의 오디오 크로스오버는 1차에서 4차 전기 필터를 사용한다. 더 높은 차수는 일반적으로 스피커용 수동 크로스오버에는 구현되지 않지만, 상당한 비용과 복잡성이 정당화될 수 있는 전자 장비에서는 가끔 발견된다.

#### 1차
1차 필터는 20dB/데케이드(또는 6dB/옥타브) 기울기를 갖는다. 모든 1차 필터는 버터워스 필터 특성을 갖는다. 많은 오디오필들은 1차 필터가 크로스오버에 이상적이라고 여긴다. 이는 이 필터 유형이 '과도 완벽'하여 저역 통과 및 고역 통과 출력의 합이 관심 범위 전체에 걸쳐 진폭과 위상 모두 변하지 않고 통과하기 때문이다. 또한 부품 수가 가장 적고 삽입 손실이 가장 낮다(수동인 경우). 1차 크로스오버는 고차 구성보다 LPF 및 HPF 섹션에서 더 많은 원치 않는 주파수 신호 콘텐츠를 통과시킨다. 우퍼는 이를 쉽게 처리할 수 있지만(정확하게 재생할 수 있는 주파수 이상에서 왜곡을 생성하는 것 외에), 더 작은 고주파수 드라이버(특히 트위터)는 정격 크로스오버 지점 이하의 주파수에서 큰 전력 입력을 처리할 수 없으므로 손상될 가능성이 더 높다.
실제로, 진정한 1차 음향 기울기를 가진 스피커 시스템은 넓은 드라이버 대역폭 중첩을 요구하고, 얕은 기울기는 비동축 드라이버가 넓은 주파수 범위에 걸쳐 간섭을 일으키고 축외에서 큰 응답 변화를 유발하기 때문에 설계하기 어렵다.

#### 2차
2차 필터는 40dB/데케이드(또는 12dB/옥타브) 기울기를 갖는다. 2차 필터는 설계 선택 및 사용되는 구성 요소에 따라 베셀 필터, 링크비츠-라일리 필터 또는 버터워스 특성을 가질 수 있다. 이 차수는 수동 크로스오버에서 일반적으로 사용되는데, 복잡성, 응답 및 고주파수 드라이버 보호 사이의 합리적인 균형을 제공하기 때문이다. 시간 정렬된 물리적 배치로 설계될 경우, 이 크로스오버는 모든 짝수 차수 크로스오버와 마찬가지로 대칭적인 극성 응답을 갖는다.
동일한 크로스오버 주파수를 갖는 (2차) 저역 통과 필터와 고역 통과 필터의 출력 사이에 항상 180°의 위상 차이가 있을 것이라고 흔히 생각된다. 따라서 2방향 시스템에서는 고역 통과 섹션의 출력이 이 위상 문제를 해결하기 위해 고주파수 드라이버에 '반전'되어 연결되는 경우가 많다. 수동 시스템의 경우 트위터는 우퍼와 반대 극성으로 배선된다. 능동 크로스오버의 경우 고역 통과 필터의 출력이 반전된다. 3방향 시스템에서는 중음 드라이버 또는 필터가 반전된다. 그러나 이는 일반적으로 스피커의 응답이 넓게 겹치고 음향 중심이 물리적으로 정렬되어 있을 때만 해당된다.

#### 3차
3차 필터는 60dB/데케이드(또는 18dB/옥타브) 기울기를 갖는다. 이 크로스오버는 일반적으로 버터워스 필터 특성을 가지며, 위상 응답이 매우 좋고, 레벨 합은 평탄하며 직교 위상으로, 1차 크로스오버와 유사하다. 극성 응답은 비대칭이다. 원래의 디아폴리토 MTM 배열에서는 3차 크로스오버를 사용할 때 대칭적인 축외 응답을 생성하기 위해 대칭적인 드라이버 배열이 사용된다. 3차 음향 크로스오버는 종종 1차 또는 2차 필터 회로로 구성된다.

#### 4차

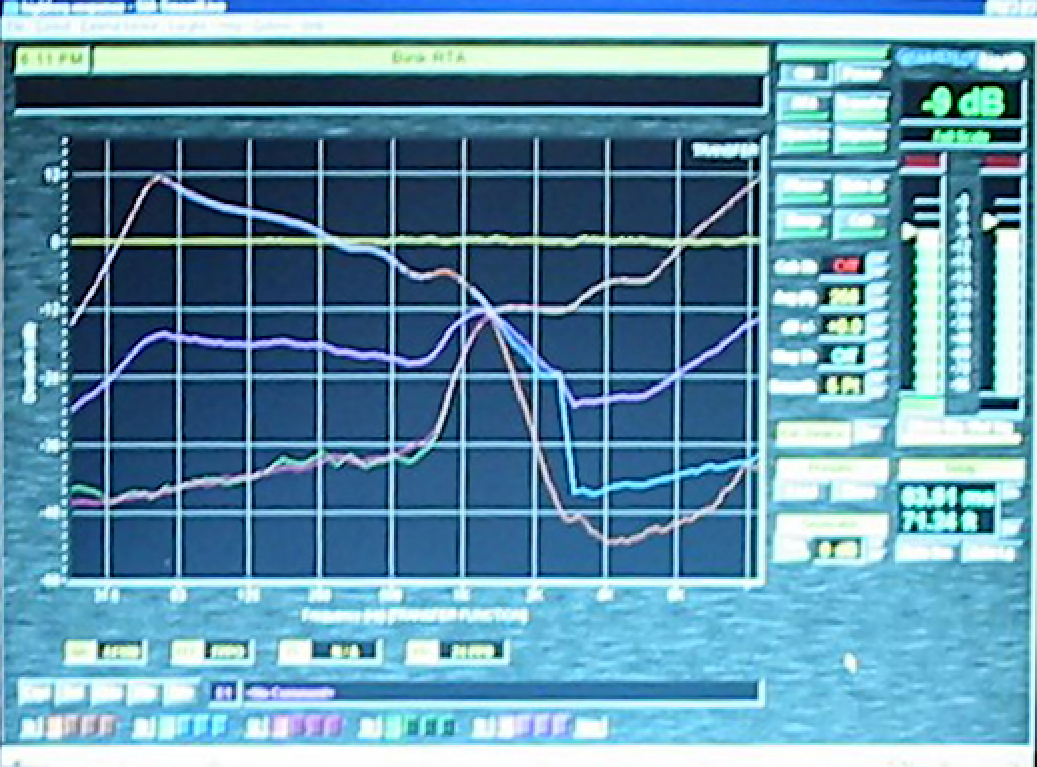
Smaart 전달 함수 측정에 표시된 4차 크로스오버 기울기.

4차 필터는 80dB/데케이드(또는 24dB/옥타브) 기울기를 갖는다. 이 필터는 수동 형태로 설계하기가 상대적으로 복잡하다. 구성 요소들이 서로 상호작용하기 때문이지만, 현대적인 컴퓨터 지원 크로스오버 최적화 설계 소프트웨어는 정확한 설계를 생성할 수 있다. 급경사 수동 네트워크는 부품 값 편차나 허용 오차에 덜 관대하며, 반응성 드라이버 부하로 인한 오정합에 더 민감하다(이는 저차 크로스오버에도 문제이지만). -6dB 크로스오버 지점과 평탄한 합을 갖는 4차 크로스오버는 링크비츠-라일리 크로스오버(발명가들의 이름을 따서 명명됨)라고도 알려져 있으며, 두 개의 2차 버터워스 필터 섹션을 직렬 연결하여 능동 형태로 구성할 수 있다. 링크비츠-라일리 크로스오버 유형의 저주파 및 고주파 출력 신호는 동위상으로, 멀티밴드 컴프레서의 출력 단계에서와 같이 크로스오버 대역 통과가 전기적으로 합산될 때 부분적인 위상 역전을 방지한다. 스피커 설계에 사용되는 크로스오버는 필터 섹션이 동위상일 필요는 없다. 비이상적이고 비대칭적인 크로스오버 필터 특성을 사용하여 종종 부드러운 출력 특성을 달성한다. 베셀, 버터워스, 체비셰프 등이 가능한 크로스오버 토폴로지 중 일부이다.
이러한 급경사 필터는 오버슈트 및 링잉과 같은 더 큰 문제를 가지고 있지만, 수동 형태에서도 몇 가지 주요 장점이 있다. 예를 들어, 낮은 크로스오버 지점의 가능성과 트위터의 향상된 파워 핸들링, 그리고 드라이버 간의 중첩 감소로 인해 다중 스피커 시스템의 방사 패턴의 주요 로브가 주파수에 따라 이동하는 현상이나 기타 바람직하지 않은 축외 효과가 크게 줄어든다. 인접 드라이버 간의 주파수 중첩이 적을수록 서로에 대한 기하학적 위치가 덜 중요해져 스피커 시스템 외관 또는 (차량 오디오의 경우) 실제 설치 제약에서 더 많은 자유를 허용한다.

#### 고차
음향 기울기가 4차보다 높은 수동 크로스오버는 비용과 복잡성 때문에 흔하지 않다. 능동 크로스오버 및 스피커 관리 시스템에서는 최대 96dB/옥타브의 기울기를 가진 필터를 사용할 수 있다.

#### 혼합 차수
크로스오버는 혼합 차수 필터로도 구성할 수 있다. 예를 들어, 2차 저역 통과 필터는 3차 고역 통과 필터와 결합될 수 있다. 이들은 일반적으로 수동이며, 종종 컴퓨터 프로그램 최적화에 의해 부품 값이 결정될 때와 같이 여러 가지 이유로 사용된다. 고차 트위터 크로스오버는 비정렬된 음향 중심 때문에 발생하는 우퍼와 트위터 간의 시간 오프셋을 보상하는 데 도움이 될 수 있다.

#### 노치형
크로스오버 주파수에 가까운 주파수에서 고역 통과 및 저역 통과 출력에 널 응답을 생성하는 크로스오버 필터 종류가 있다. 해당 저지대역 내에서 출력은 높은 초기 감쇠율을 가지며, 출력의 합은 평탄한 올패스 응답을 갖는다. 두 출력은 전환 전반에 걸쳐 일정한 제로 위상차를 유지하여 비동축 스피커 드라이버와의 로브 성능을 향상시킨다.

### 회로 토폴로지 기반 분류

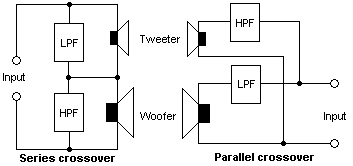
직렬 및 병렬 크로스오버 토폴로지. 직렬 크로스오버의 HPF 및 LPF 섹션은 저주파 및 고주파 드라이버와 션트 연결되므로 병렬 크로스오버에 비해 상호 교환된다.

#### 병렬
병렬 크로스오버는 단연코 가장 일반적이다. 전기적으로 필터는 병렬로 연결되어 있으므로 다양한 필터 섹션이 상호 작용하지 않는다. 이로 인해 2방향 크로스오버는 설계하기가 더 쉬워진다. 전기적 임피던스 측면에서 섹션을 분리된 것으로 간주할 수 있고, 부품 공차 변화가 격리되기 때문이다. 그러나 모든 크로스오버와 마찬가지로 최종 설계는 드라이버의 출력이 음향적으로 보완적이어야 하며, 이는 차례로 기본 크로스오버의 진폭 및 위상의 신중한 매칭을 요구한다. 병렬 크로스오버는 또한 스피커 드라이버를 바이와이어링할 수 있도록 하는 이점이 있는데, 이 기능의 이점은 열띤 논쟁의 대상이다.

#### 직렬
이 토폴로지에서 개별 필터는 직렬로 연결되고, 드라이버 또는 드라이버 조합은 각 필터와 병렬로 연결된다. 이러한 유형의 크로스오버에서 신호 경로를 이해하려면 "직렬 크로스오버" 그림을 참조하고, 특정 순간에 하단 입력 단자에 비해 상단 입력 단자에 양의 전압을 갖는 고주파 신호를 고려한다. 저역 통과 필터는 신호에 높은 임피던스를 제공하고, 트위터는 낮은 임피던스를 제공한다. 따라서 신호는 트위터를 통과한다. 신호는 우퍼와 고역 통과 필터 사이의 연결 지점으로 계속 진행한다. 거기에서 HPF는 신호에 낮은 임피던스를 제공하므로 신호는 HPF를 통과하여 하단 입력 단자에 나타난다. 유사한 순간 전압 특성을 가진 저주파 신호는 먼저 LPF를 통과한 다음 우퍼를 통과하여 하단 입력 단자에 나타난다.

#### 파생
파생 크로스오버는 차동 증폭기를 사용하여 크로스오버 응답 중 하나가 다른 응답으로부터 파생되는 능동 크로스오버를 포함한다. 예를 들어, 입력 신호와 고역 통과 섹션 출력 간의 차이는 저역 통과 응답이다. 따라서 차동 증폭기를 사용하여 이 차이를 추출하면 그 출력이 저역 통과 필터 섹션을 구성한다. 파생 필터의 주요 장점은 어떤 주파수에서도 고역 통과 및 저역 통과 섹션 사이에 위상 차이가 없다는 것이다. 단점은 다음과 같다.
1. 고역 통과 및 저역 통과 섹션이 종종 저지 대역에서 다른 감쇠 수준을 갖는다는 것, 즉 기울기가 비대칭이라는 것,[20] 또는
2. 한쪽 또는 양쪽 섹션의 응답이 크로스오버 주파수 근처에서 피크를 이룬다는 것,[19][21] 또는 둘 다이다.

위 (1)의 경우, 일반적인 상황은 파생된 저역 통과 응답이 고정된 응답보다 훨씬 느린 속도로 감쇠한다는 것이다. 이로 인해 해당 스피커는 물리적 특성이 이상적이지 않을 수 있는 저지대역 깊숙이까지 신호에 계속 반응해야 한다. 위 (2)의 경우, 신호가 크로스오버 지점에 가까워질수록 두 스피커 모두 더 높은 볼륨 레벨에서 작동해야 한다. 이로 인해 더 많은 증폭기 전력이 사용되며 스피커 콘이 비선형으로 구동될 수 있다.

### 모델 및 시뮬레이션
전문가와 아마추어는 이전에는 사용할 수 없었던 다양한 컴퓨터 도구에 접근할 수 있다. 이러한 컴퓨터 기반 측정 및 시뮬레이션 도구는 스피커 시스템의 다양한 부분을 모델링하고 가상으로 설계할 수 있게 하여 설계 프로세스를 크게 가속화하고 스피커 품질을 향상시킨다. 이러한 도구는 상업용부터 무료 제공까지 다양하다. 범위도 다양하다. 일부는 우퍼/캐비닛 설계 및 캐비닛 볼륨 및 포트(있는 경우)와 관련된 문제에 초점을 맞출 수 있는 반면, 다른 일부는 크로스오버 및 주파수 응답에 초점을 맞출 수 있다. 예를 들어, 일부 도구는 배플 스텝 응답만 시뮬레이션한다.
컴퓨터 모델링이 드라이버, 크로스오버 및 캐비닛의 결합 효과를 저렴하고 빠르게 시뮬레이션할 수 있게 되기 전에는 스피커 설계자가 여러 가지 문제를 발견하지 못할 수 있었다. 예를 들어, 단순한 3방향 크로스오버는 트위터/중음역 및 중음역/우퍼 섹션이라는 두 쌍의 2방향 크로스오버로 설계되었다. 이는 중음역 출력에서 과도한 이득과 '건초더미' 응답을 생성하고 예상보다 낮은 입력 임피던스를 야기할 수 있었다. 부적절한 위상 매칭이나 드라이버 임피던스 곡선의 불완전한 모델링과 같은 다른 문제들도 발견되지 않을 수 있었다. 이러한 문제들을 해결하는 것이 불가능한 것은 아니었지만, 오늘날보다 더 많은 반복, 시간 및 노력을 필요로 했다.

## 같이 보기
- 베이스 관리
- 다이내믹 스피커의 전기적 특성
- 풀 레인지 스피커
- 스피커 인클로저
- 미드레인지 스피커
- 파워드 스피커
- 서브우퍼
- 슈퍼 트위터
- 트위터 (스피커)
- 우퍼